# 望月良男
望月 良男（もちづき よしお、1972年〈昭和47年〉4月19日 - ）は、日本の政治家。参議院議員（1期）。
和歌山県有田市長（4期）、有田市議会議員（2期）を歴任。

## 来歴
和歌山県立箕島高等学校野球部で尾藤公監督の下、副主将を務めた。1991年（平成3年）3月、同校卒業。同年4月、有田市消防本部職員に採用される。1998年（平成10年）3月31日、有田市退職。実家の建設業に携わる。
2003年（平成15年）の有田市議会議員選挙で初当選。2007年（平成19年）、再選。
2008年（平成20年）9月7日に行われた有田市長選挙に出馬。自由民主党の推薦を受けた現職の玉置三夫を破り初当選した（望月：9,860票、玉置：9,451票）。9月17日、市長就任。
2012年（平成24年）、無投票により再選。2016年（平成28年）、無投票により3選。2020年（令和2年）、田中誠二を破り4選。
2023年（令和5年）12月12日、市議会定例会の一般質問において、2024年の任期満了に伴う次期市長選に立候補せず、4期で退任する意向を表明した。理由について「多選の弊害を感じている。大型事業もひと段落してきたので、フレッシュな方にバトンタッチをしたい」と説明した。
2025年（令和7年）夏の参院選和歌山県選挙区に向けては、自民党和歌山県連の公認候補者選びに対し立候補の意向を示したが、県連は望月と二階俊博元自民党幹事長の三男・伸康の2人に絞り込んだ上で投票を行い、同年2月に伸康を擁立する方針を決めた。同年4月3日、望月は和歌山市内で記者会見し、自民党県連に離党届を提出した上で和歌山県選挙区から無所属で出馬すると表明した。選挙戦においては同じく自民党を離党した衆議院議員の世耕弘成の支援を受け、同年7月20日の投開票の結果、伸康らを破り当選。得票数は約14万2000票で、当選した候補者の中では全国最少を記録した。同月21日、自民党和歌山県連は望月から預かっていた離党届を受理せず、党紀委員会で処分を検討することを決めた。同月31日、自民党和歌山県連は望月を除名処分とすることを決めた。この決定に望月が期限の8月10日までに異議を申し立てなかったため、除名処分が確定した。

## 有田市長時代の実績

### 財政・行政改革

#### 在任期間中に予算規模を倍増
2008年の市長就任時、有田市は慢性的な財源不足と基金枯渇が課題となっていた。望月は徹底した行財政改革に着手し、業務の民間委託、施設再編、補助金見直しなどを実施。特に不要資産の売却による歳入確保とふるさと納税の大幅強化を図り、当時約100億円であった有田市の一般会計当初予算規模を、16年後の退任時には倍以上の約210億円まで拡大させた。これは同規模自治体と比較しても極めて高い伸び率であり、財政健全化と同時に積極投資型予算への転換を実現したとされる。
この財政拡大の背景には、地方交付税や起債の積極的活用があり、成長と投資による「攻めの市政」が展開されたとされる。

### 教育改革
市長就任当時に「最優先の課題」として学校教育を掲げ、学校施設の耐震化や統廃合による再編、有和中学校の新設などを実施。教育内容の充実だけでなく、安全性・学習環境の改善にも力を入れた。具体的な施策は下記である。

#### ドバイとの教育交流プロジェクト
望月は市長在任中、有田市の国際化を積極的に推進し、特に教育分野での国際交流に注力。2024年1月、有田市立有和中学校とアラブ首長国連邦ドバイのGEMSアル・バルシャ・ナショナル・スクール（GNS）との間で、教育に関する協定を締結。この協定は、共同教育プロジェクト、交換留学プログラム、文化交流イベントの3つの柱から成り、両校の生徒が環境の持続性やテクノロジーなどの共通の関心テーマについて共同で探究学習を行うことを目的としている。
この取り組みは、2025年に開催される大阪・関西万博を契機とした「万博国際交流プログラム」の一環として位置づけられており、有田市はこのプログラムを活用して、地域の課題解決や活性化を図るとともに、国際的な人材育成を目指している。
2024年12月には、有和中学校の2年生20名がドバイを訪問し、GNSの生徒と2日間にわたり共同のカリキュラムを受講した。このカリキュラムでは、環境、持続可能な社会、グリーンエネルギーなどについての学習が行われ、生徒たちは相互に学習してきた内容を紹介し合い、同じ授業を受けることで交流を深めた。また、中東文化の体験や廃棄物処理場の見学、ドバイ万博の跡地訪問なども行われた。 
この交流プログラムは、生徒たちの国際感覚を養う貴重な機会となり、参加した生徒の多くが「海外に興味が湧いた」「国際的な視野が広がった」と回答している。今後も、有和中学校とGNSとの間でのオンライン交流や交換留学プログラムが継続される予定であり、2025年12月にも有和中学校の生徒が再びドバイを訪問する計画がある。
このように、望月は有田市の国際化と次世代の人材育成を目的として、ドバイとの教育交流を積極的に推進し、地域の教育環境の充実と国際的な視野の育成に貢献した。

#### 有和中学校新事業プロジェクト
望月は、有田市の少子化と教育環境の改善を目的として、市内の中学校の統廃合を推進し、2024年4月に有和中学校を開校した。この統合により、教育資源の集中と効率的な運用が図られ、地域全体の教育水準の向上が期待されている。
有和中学校は、箕島中学校の敷地内に新設され、地上5階建て、延べ床面積約1万4300平方メートルの校舎である。設計は「隈研吾・二本柳慶一設計共同企業体」が担当。有田市産ミカンの皮を練り込んだ壁材を使用した「みかん壁」など、地域の特色を取り入れたデザインが施されている。また、高速通信環境を整備し、ICTを活用した教育に対応する施設となっている。
この新校舎は、地域住民の施設利用も視野に入れ、教育棟やメディアセンター、体育館棟と空間を分けた設計となっている。さらに、避難所の役割も担い、災害時には地上から屋上へ避難経路を確保するなど、防災機能も備えている。
2024年4月13日、望月は開校式の場で「有田市の中学生が一堂に会して大きな規模で教育が始まる。一歩一歩と自分を磨くことを忘れず、楽しみながら中学校生活を謳歌（おうか）してほしい」と生徒たちに呼びかけた。

### 出産・子育て支援

#### 産科医療体制の再建とファミール産院ありだの開院
有田市では、2019年12月に市立病院の産婦人科医の退職により分娩の受け入れが停止されたことをきっかけに、地域に出産できる医療機関が存在しない状態が続いていた。
望月は、産科医療体制の再建を市政の重要課題と位置づけ、2022年2月には島根県出身の産婦人科医・平野開士を招聘し、有田市立病院での分娩受け入れを一時的に再開した。
しかし、2024年4月に施行された医師の働き方改革により、時間外労働の上限規制が強化され、産科医療の継続には複数の医師体制が不可欠となった。この課題に対し、望月は民間の力を活用した持続可能な体制構築を模索し、出産施設を全国展開するファミール産院グループの誘致に乗り出した。
この誘致交渉においては、市が旧糸我保育所の跡地を改修し施設整備費の一部を負担するとともに、隣接する湯浅町、広川町、有田川町の3町とともに毎年合計約3,600万円の運営支援を行う枠組みを構築。これにより、ファミール産院ありだは2024年4月1日に開院した。
開院翌日の4月2日には、同産院で最初の赤ちゃんが誕生し、地域住民からは「有田でまた子どもが産めるようになった」と歓迎の声が上がった。ファミール産院ありだは、地域密着型の出産ケアを提供する施設として機能しつつ、出産前後のサポート体制や母親同士の交流の場も提供している。
この取り組みは、人口減少や医師不足に直面する地方都市における産科医療再建のモデルケースとして、行政・民間・住民の連携による好事例として評価されている。

### 地域経済・雇用対策

#### ENEOS製油所の再編と次世代航空燃料（SAF）生産拠点化への対応
2022年（令和4年）、ENEOSホールディングスは、有田市に立地する和歌山製油所において石油精製を停止し、製造機能を縮小する再編方針を発表した。これは地域経済と雇用に大きな影響を与えるものであり、市内外に波紋を広げた。
望月は、地元経済団体や和歌山県と連携しつつ、ENEOS本社および関係省庁との協議を重ねた。地元雇用の維持と地域産業の存続を重視した交渉の結果、ENEOSは2025年度をめどに、当該製油所跡地において次世代航空燃料「SAF（Sustainable Aviation Fuel）」の製造設備を新設する方針を表明。これにより、有田市は石油依存から脱却しつつ、脱炭素社会への移行に資する先進的なエネルギー拠点としての役割を担うこととなった。

### 農業・産業政策
農業・漁業などの1次産業については、「若者が継がない」「漁師も住まない」と指摘される中、望月は民間企業との連携による持続可能なモデル構築に注力した。特にENEOSおよび和歌山製油所との連携で、廃食油を活用した持続可能な航空燃料（SAF）製造に関する協定を締結。また、農業ではカーボンクレジットやカーボンニュートラル施策への投資も進め、気候変動対応と地域産業の両立を図った。

#### ミカン収穫の危機を副業解禁で解決
2021年、市職員による副業を一部解禁した。対象は「繁忙期のミカン農作業」に限定されており、地域農業の人手不足解消と産地維持、農家支援を目的とする全国的にも先進的な取り組みである。
有田市では、柑橘産地の高齢化と後継者不足が進み、収穫期の労働力確保が喫緊の課題となっていた。市みかん課によると、2020年時点で推定必要労働力の1/3が不足し、2021年にはミカン園の面積が最大で1/3減少するという危機的予測も出されていた。
この状況を受け、望月は「収穫の危機を公共で救う」ことを決断。職員の地域参画と農家支援を同時に実現する方策として、地方公務員法に照らしながら特例制度の運用を開始した。
市は2020年9月から「副業・兼業のガイドライン」を策定し、繁忙期に限って市職員が副業として農作業に従事できる制度を整備。対象者は公務に支障のない時間帯（勤務時間外）で、5万円を上限とする報酬を得ることができる仕組みとなっている。
2020年度の試行導入では5人が参加し、収穫や運搬作業を担った。市は「収入補填だけでなく、農家や地域の実情を職員が体感する機会になる」としており、制度の継続と対象拡大も視野に入れている。
この取り組みは、翌2021年にかけて全国に波及し、青森県弘前市や新潟県加茂市、愛媛県西条市などでも類似の制度検討が行われた。とりわけ弘前市では「リンゴ農家支援のための副業解禁」が議論されるなど、全国的な地方農業支援モデルの先駆けとなった。
一方で、総務省通知や地方公務員法の「営利企業従事制限」との整合性をめぐり、制度設計に苦慮する自治体もあり、「収益の有無」「契約主体の明確化」「利益相反の排除」が制度運用の鍵とされた。
望月はこの取り組みについて「副業は収入補填だけでなく、職員が地域の課題を現場で知る機会となる」と述べており、職員の視野拡大や地域への理解深化という教育的意義も重視していた。また、「民間との協働による持続可能な農業支援は、市政の枠を超えた公の再定義である」との見解も示したとされる。

#### 原産地呼称管理制度による地域ブランド化
農産物の品質向上とブランド価値の強化を目的として、2010年度から「有田市原産地呼称管理制度」を導入。この制度は、市内で生産される農産物や加工品のうち、特に品質が高いものを公的機関が認定・管理することで、消費者に安心・信頼を提供し、地域産業の振興を図るものである。
認定の対象となる品目には、温州みかんやみかんジュースなどが含まれ、糖度や酸度などの品質検査に加え、官能審査委員会による食味評価が行われる。認定された製品には、「有田QUALITY」のマークが付与され、消費者に対して高品質であることが保証される。
この制度の導入により、有田みかんのブランド化が進み、農家の収入向上にも寄与している。また、ふるさと納税の返礼品としての人気も高まり、地域経済の活性化に貢献している。

### 医療政策

#### 医療体制の強化と全国モデル
2021年度に総務省の「公立病院医療提供体制確保支援事業」に全国で唯一採択された自治体となった。この事業は、人口3万人以下規模の自治体病院の経営・機能転換を支援するもので、診療体制や指定管理者制度の導入、病床転換計画の策定などについて、公益社団法人地域医療振興協会から2年間にわたりアドバイザー派遣を受ける制度である。
有田市立病院は1950年に開設され、地域医療の中核を担ってきたが、近年は医師確保の難航により、望月市長も「医師1人招くのに2年くらいかかることもある」と発言するなど、深刻な人材不足が課題であった。本制度によって、経営改善・医療機能の見直し・病院建て替え構想などを含む抜本的な改革が始動し、地域医療再生の全国モデルケースとされた。
この支援スキームを受けたことにより、有田市は医療確保に加え、公的病院の将来的な持続可能性と地域医療の質的向上の両立を目指す方針を明確にした。

### 観光・地域資源活用

#### 直営市場「浜のうたせ」
望月は、有田市および和歌山県における豊かな海産物、自然景観、地域文化といった観光資源を活用し、地域経済の活性化と交流人口の拡大を目指した施策を展開した。その中核的事業の一つが、蓑島漁業協同組合と連携して2020年に開設した直営市場「浜のうたせ」である。
「浜のうたせ」は、新鮮な魚介類の販売と飲食提供に加え、観光案内所や体験交流スペースを備えた複合型施設であり、「港の鮮度・人情・活気」を体感できる場として設計された。開設から5年で、地元住民のみならず多くの観光客を集める地域のにぎわい拠点となり、地域ブランドの強化にも寄与している。
また、地元の漁業資源をPRするだけでなく、若手漁師の定着支援、地域産品の高付加価値化など、多角的な地域振興策とも連動している。同施設の成功は、地域資源を活かした観光振興と産業振興の好例として、全国の自治体からも注目された。

### その他

#### スポーツ・健康・防災複合公園「BIG SMILE PARK」
スポーツ・健康・防災複合公園「BIG SMILE PARK」の整備 望月は、市民の健康増進と地域交流、防災機能の強化を目的として、和歌山県有田市において都市型複合公園「BIG SMILE PARK（ビッグスマイルパーク）」の整備を主導した。これは「有田市運動型健康増進総合施設基本構想」（2018年策定）に基づくもので、整備事業は段階的に進められ、2024年3月23日に開園した。
公園には、日本サッカー協会公認の人工芝グラウンド「えみくるフィールド」、全天候型の屋根付きスポーツスペース「えみくるドーム」、大型遊具を備えた子ども広場「えみくるランド」、28種類の健康遊具とコースから成る「えみくるルート」など、多世代が利用できる施設が整備された。また、災害時には復旧拠点や避難所として機能する防災機能も組み込まれており、防災トイレや備蓄倉庫、ソーラー照明、防災テントなどを設置している。
これらの整備によって、スポーツ振興、地域住民の健康寿命の延伸、災害時の対応力向上など多面的な効果が期待されており、同施設は2024年度グッドデザイン賞を受賞した。

## 選挙歴
| 当落 | 選挙                     | 執行日         | 年齢 | 選挙区         | 政党   | 得票数     | 得票率 | 定数 | 得票順位 /候補者数 | 政党内比例順位 /政党当選者数 |
| ---- | ------------------------ | -------------- | ---- | -------------- | ------ | ---------- | ------ | ---- | ------------------ | ---------------------------- |
| 当   | 2003年有田市議会議員選挙 | 2003年         | 31   | ーー           | 無所属 | ーー票     | ーー   | ー   | ー/ー              | /                            |
| 当   | 2007年有田市議会議員選挙 | 2007年9月9日   | 35   | ーー           | 無所属 | 1144票     | 5.69%  | 16   | 7/19               | /                            |
| 当   | 2008年有田市長選挙       | 2008年9月9日   | 36   | ーー           | 無所属 | 9860票     | 51.05% | 1    | 1/2                | /                            |
| 当   | 2012年有田市長選挙       | 2012年9月9日   | 40   | ーー           | 無所属 | ーー票     | ーー   | 1    | 1/1                | /                            |
| 当   | 2016年有田市長選挙       | 2016年9月4日   | 44   | ーー           | 無所属 | ーー票     | ーー   | 1    | 1/1                | /                            |
| 当   | 2020年有田市長選挙       | 2020年9月6日   | 48   | ーー           | 無所属 | 7979票     | 56.90% | 1    | 1/2                | /                            |
| 当   | 第27回参議院議員通常選挙 | 2025年07月20日 | 53   | 和歌山県選挙区 | 無所属 | 14万1604票 | 32.03% | 1    | 1/7                | /                            |